# Ruth Kelly
Ruth Maria Kelly (ur. 9 maja 1968 w Limavady w Irlandii Północnej) – brytyjska ekonomistka i polityk, członkini Partii Pracy, była minister edukacji i umiejętności i minister transportu Wielkiej Brytanii.
Kelly pochodzi z głęboko katolickiej, irlandzkiej rodziny. Jej dziadek był w latach 20. XX wieku bojownikiem Irlandzkiej Armii Republikańskiej, a ona sama jest członkinią Opus Dei
i uchodzi za jednego z najbardziej konserwatywnych w swych poglądach spośród czołowych polityków brytyjskiej lewicy. Wczesne dzieciństwo spędziła w Irlandii, gdzie uczęszczała do szkoły podstawowej w Millfield. Następnie uczyła się w prywatnej angielskiej Sutton High School. Po ukończeniu nauki w tej szkole w wieku 15 lat przeniosła się na rok do Irlandii. Po powrocie do Wielkiej Brytanii rozpoczęła naukę filozofii, politologii i ekonomii na Queen's College w Oksfordzie. Po ukończeniu studiów w 1989 r. podjęła naukę w London School of Economics, którą ukończyła w 1992 r.
Karierę zawodową zaczynała jako dziennikarka działu ekonomicznego dziennika The Guardian. Od 1994 r. była zastępczynią szefa zespołu analityków prognozujących inflację w Banku Anglii. Od 1990 r. jest członkinią Partii Pracy. W 1996 r. poślubiła Dereka Johna Gadda, z którym ma czworo dzieci (Eamonn, Niamh, Roisin i Sinead).
W 1997 r. została wybrana do Izby Gmin z okręgu Bolton West. Przez większość kampanii była w ciąży z pierwszym z czwórki swoich dzieci, które urodziło się 11 dni po wyborach. Jako parlamentarzystka trafiła do komisji finansów, była także asystentem parlamentarnym ministra rolnictwa. Po reelekcji w 2001 r. została ekonomicznym sekretarzem skarbu. Jednym z jej zadań było wówczas znalezienie pieniędzy na wzmożone działania antyterrorystyczne. We wrześniu 2004 r. stanęła na czele Urzędu Gabinetu, a trzy miesiące później została ministrem edukacji i zdolności. Równocześnie została członkiem Tajnej Rady. Na stanowisku ministra Kelly doprowadziła do wydłużenia godzin otwarcia szkół, które od tamtej pory są czynne między 8 a 18. Wprowadziła również opiekę dla dzieci pracujących rodziców.
W 2006 r. Kelly stanęła na czele nowo utworzonego resortu ds. społeczności i samorządów lokalnych. Równocześnie pełniła funkcję ministra ds. kobiet i równouprawnienia (co było o tyle kontrowersyjne, że jej poglądy są bardzo dalekie od feministycznych). 28 czerwca 2007 nowy premier Gordon Brown powołał ją na urząd ministra transportu. 24 września 2008 r. Kelly ogłosiła, że zamierza zrezygnować ze stanowiska przy okazji następnej przebudowy gabinetu. Jako przyczynę podała chęć spędzania większej ilości czasu ze swoją rodziną. Wkrótce ogłosiła także, że nie zamierza startować w następnych wyborach parlamentarnych. Ostatecznie Kelly utraciła miejsce w gabinecie 3 października.